# 20 Minutes (Francia)
20 Minutes es un diario de información general que se distribuye gratuitamente (porque se financia íntegramente con publicidad) en Francia y Suiza.
Es publicado por 20 Minutes France.

## Historia

### Los inicios, de 2002 a 2012
20 Minutes es un diario de información general, publicado en París a partir del 15 de marzo de 2002 por el grupo noruego Schibsted, que ya publicaba 20 Minutos y 20 Minuten en cinco grandes ciudades europeas. Este diario gratuito se anunció a sí mismo como « un nuevo medio, complementario a la prensa tradicional » y declaró dirigirse « una nueva generación de lectores, acostumbrados a la información sintética, la de la televisión y la radio » y quien no lee la prensa de pago. 20 Minutes no es un periódico partidista en el sentido de que la redacción no entra en polémica. Nuestra promesa es la de la claridad. Sin embargo, no es un título neutral. “, explicó Elisabeth Cialdella, la directora de mercadeo del periódico en 2005. Presentando a la Asamblea francesa en 2007, el entonces presidente de 20 Minutes France, Pierre-Jean Bozo, definió así la línea editorial: «presentamos "noticias duras", es decir hechos sin comentarios, con información en bruto, cifras, hechos y un visual.  No tomamos una posición política, dejamos que el lector se forme su opinión en base a los hechos». Cuando se creó en 2002, 20 Minutos tenía 55 asalariados, incluidos 26 periodistas.
Desde 2004, 20 Minutes está presente en París, Lille, León de Francia, Marsella, Tolosa y Burdeos.
En 2008, 20 Minutes presentó su sitio móvil. En mayo de 2009, las medidas de reducción de costes desencadenan una huelga en la redacción que cercenó la publicación un par de días.
En 2009, 20 Minutes lanzó su primera aplicación móvil para iPhone. También en 2009, el diario cambió de editor.  Corinne Sorin, nombrada para este cargo en agosto de 2007, vio deteriorarse las relaciones con la redacción, que le votó una moción de censura en 2009. Le reemplazó Yvon Mézou, presidente de la sociedad de cartera Bistrots et Comptoirs, cuyo semanario L'Auvergnat de Paris acababa de declararse en quiebra.
En diciembre de 2010, la redacción de 20 Minutes recibió el Gran Premio Internacional de Prensa 2010, otorgado por la Asociación de Prensa Extranjera.

### De 2012 a 2018
En 2012, año de su 10 aniversario, el periódico 20 Minutes alcanzó una audiencia hito de 4,3 millions de lectores por día. En 2012, diez años después de su creación, 20 Minutes empleaba a cerca de 100 periodistas.
En abril de 2013 , Acacio Pereira reemplaza a Yvon Mézou como director editorial de 20 Minutes. Tiene la doble función de director y redactor jefe de la redacción.
En diciembre de 2013, la mayoría de los periodistas del diario se declararon en huelga, con motivo del despido de 13 empleados. Esta es la tercera huelga que sufre el periódico después de una primera en 2008, vinculada al despido del editor en jefe Johan Hufnagel y una segunda en 2009, debido a una organización destinada a eliminar la secretaría editorial. Esta tercera huelga, según los sindicatos SNJ-CGT y SNJ, estuvo motivada por un " degradación del requisito editorial » y por el temor de que « este periódico se convierta en una marca, una etiqueta sin periodistas. O solo lo suficiente para asegurar una credibilidad falsa. » El paro de los sindicalistas fracasó en un día.
En 2016, 20 Minutes fue la segunda marca de prensa más poderosa de Francia con 18,5 millions de usuarios de la marca (impresión, web, móvil y tableta). El diario 20 Minutes, impreso en 11 ciudades (París, Burdeos, Lille, Lyon, Marsella, Montpellier, Nantes, Niza, Rennes, Estrasburgo y Toulouse) sigue siendo el diario más leído en Francia, con 3,75 millions de lectores cada día.
En 2016, el grupo belga Rossel compró el 49.3 % de las acciones de la noruega Schibsted. Rossel es, por lo tanto, co-accionista principal junto con SIPA Ouest France, que todavía posee 49,3 % de acciones del grupo.

### 2022 - Lanzamiento de revista y fin de ediciones locales
20 Minutos lanza 20 Mint, una revista gratuita y para el público en general presente solamente en la Red.
En marzo de 2022, varios medios revelaron que 20 Minutos iba a lanzar un plan social que debería llevar a la eliminación de una treintena de puestos. Los medios gratuitos pasan de 12 ediciones (11 ediciones locales y una edición nacional) a dos ediciones impresas, una para París e Île-de-France y una edición nacional distribuida en las regiones. 20 Minutos ya no se distribuirá en Nantes, Rennes, Niza y Estrasburgo, sino únicamente en la región de París, en Lille, Lyon, Marsella, Toulouse, Burdeos y Montpellier. Este plan social se explica por importantes pérdidas financieras desde el inicio de la pandemia de Covid-19 en 2020.

## Sesgo editorial antinacional
Los editoriales del diario se comprometieron en 2005 a favor del "Sí" durante el referéndum sobre el tratado por el que se establecería una constitución para Europa . Comentando la victoria del "No" al pan-europeísmo, el director editorial comentó  «esta es la Francia de la retirada, la Francia acurrucada en sus miedos la que ganó este referéndum. Ella sucumbió a meses de discurso social quejumbroso en el que la realidad de los hechos había dado paso a la emocional colectiva».

## Identidad visual (logotipo)

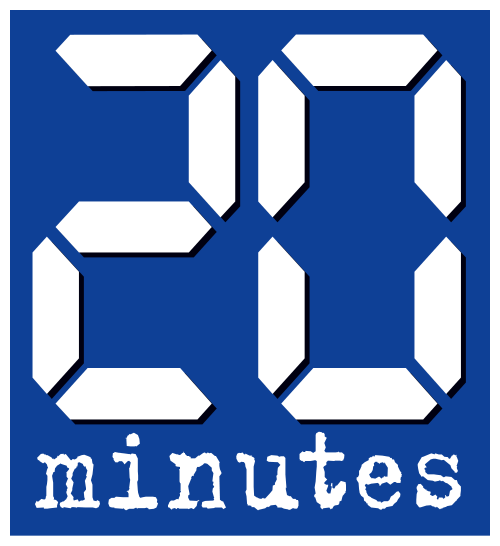
Antiguo logo de 20 Minutos del 15 de marzo del 2002 al 10 de abril de 2018
Logotipo de 20 Minutos de abril de 2018 a junio de 2021
Logotipo de 20 Minutos desde el 9 de junio de 2021.

## Controversias
Una polémica agita el sitio del diario con motivo de los octavos de final de la Eurocopa de fútbol de 2016 . Un artículo de 20minutes.fr que describe a Portugal como  asqueroso en un título (“ Este Portugal da asco pero está en cuartos "), tras su victoria ante Croacia, el 25 de junio de 2016, enfureció a la comunidad portuguesa en Francia. Un título " provocativo ", según Le Parisien, que da fe del enfado de la afición de la selección portuguesa al juzgar la expresión " racista " e " hiriente ». El periodista autor del titular recibe amenazas de muerte y el editor, quien reconoce sin embargo que el titular era " inadecuado “, le da su apoyo.

## Ediciones de periódicos
Desde marzo de 2011, hay doce ediciones en francés: una dedicada a las once grandes ciudades francesas y una edición nacional.
Tras su lanzamiento en París en marzo de 2002, el periódico está disponible en otras diez ciudades del país.
- 20 Minutos Burdeos Aquitania
- 20 Minutos Lille Norte
- 20 Minutos Gran León de Francia
- 20 Minutos Marsella - Provenza
- 20 Minutos Montpellier Lenguadoc
- 20 Minutos Nantes
- 20 Minutos Niza Costa Azul
- 20 minutos Rennes
- 20 Minutos Estrasburgo
- 20 Minutos Gran Tolosa

Cada edición contiene algunas adaptaciones locales.

## Formato
20 Minutos tiene el formato “ medio berlinés », lo que le permite ser más fácilmente transportable y legible, más particularmente en el transporte público en torno al cual se ubican la mayoría de sus puntos de distribución.

## Difusión
Para el año 2019, la tirada del diario 20 Minutos alcanzó un promedio de 932 307 ejemplares distribuidos cada día.
Desde el 1 de diciembre de 2021, tras la desaparición del diario gratuito CNews, se sigue publicando 20 minutos 3 días a la semana: lunes, miércoles, viernes y se convierte en el último periódico gratuito distribuido

## Organización

### Capital
Hasta 2016, 20 Minutes France SAS era propiedad de 50 % por Schibsted, uno de los mayores grupos de medios escandinavos, y por el grupo Sipa Ouest-France (editor del 1er Francés pagado).
la7 janvier 20167 de enero de 2016 , Schibsted vende su participación en el capital de 20 Minutes al Grupo Rossel.
20 Minutes ahora es propiedad conjunta del grupo SIPA - Ouest-France (50 %, a través de sus filiales Spir Communication y Sofiouest, cada una de las cuales posee una cuarta parte del capital) y a través del Grupo Rossel (50 %).

### Evolución de la facturación
| Año              | 2007  | 2008  | 2009 | 2010 | 2011 | 2012 | 2013 | 2014 |
| ---------------- | ----- | ----- | ---- | ---- | ---- | ---- | ---- | ---- |
| Cifra de negocio |       | 50.4  | 49.3 | 52.4 | 60.6 | 58.4 | 51.5 | 46.5 |
| EBITDA           | - 1.7 | + 0,7 | 0.8  | 3    | 2.5  | 1.5  | -1.8 | 0.9  |

Fue en 2007 cuando el negocio impreso del diario 20 Minutes fue rentable por primera vez. En 2008, la empresa misma 20 Minutes France también alcanzó la rentabilidad.

## Audiencia
En 2016, según Alliance for Press and Media Figures, con 18,5 millions de usuarios (impresos, web, móviles, tabletas) cada mes, 20 Minutes es la segunda marca de noticias más popular consumida en Francia, después de Le Figaro y antes de Le Monde.  

## En digital
El sitio web 20minutes.fr funciona desde 2007. Desde 2011, se encuentra entre los tres sitios de noticias más difundidos del país.
Era el tercer el  de información general más visitado en Francia con más de 62 millions de visitas totales y más de 164 millions de páginas vistas según las cifras publicadas por la ACPM para el mes de junio den 2016.
Un tercio del tráfico digital de 20 Minutos proviene de las redes sociales, según CMPA ONE Global 2016, ola 2.

### Enlace externo
- Página web oficial

- Datos: Q7245532
- Multimedia: 20 minutes / Q7245532